# Johannes Schinnagel
Johannes Schinnagel, né le 29 mai 1996 à Rothenburg ob der Tauber, est un coureur cycliste allemand, membre de l'équipe Vorarlberg.

## Biographie
En 2018, Johannes Schinnagel rejoint l'équipe autrichienne Tirol. Dans le calendrier continental, il se distingue en terminant quatrième d'une étape au Girobio, sixième du Tour d'Antalya, neuvième du Giro del Belvedere et dixième de Gand-Wevelgem espoirs. À partir du mois d'août, il rejoint la formation WorldTour Bora-Hansgrohe en tant que stagiaire.

## Palmarès
- 2018
  - 1re étape du Czech Cycling Tour (contre-la-montre par équipes)

## Classements mondiaux
| Année           | 2018   | 2019   |
| --------------- | ------ | ------ |
| UCI Europe Tour | 1 262e | 1 542e |